# Куигиллингок (аэропорт)
Аэропорт Куигиллингок (англ. Kwigillingok Airport), (ИАТА: KWK, ИКАО: PAGG, FAA LID: GGV, formerly A85) — государственный гражданский аэропорт, расположенный в 2 километрах к северо-западу от района Куигиллингок (Аляска), США. Неподалёку от аэропорта расположен Гидроаэропорт Куигиллингок (FAA LID: KWK).

## Операционная деятельность
Аэропорт Куигиллингок расположен на высоте 5 метров над уровнем моря и эксплуатирует одну взлётно-посадочную полосу:
- 15/33 размерами 765 х 18 метров с гравийным покрытием.